# Sermitsiaq

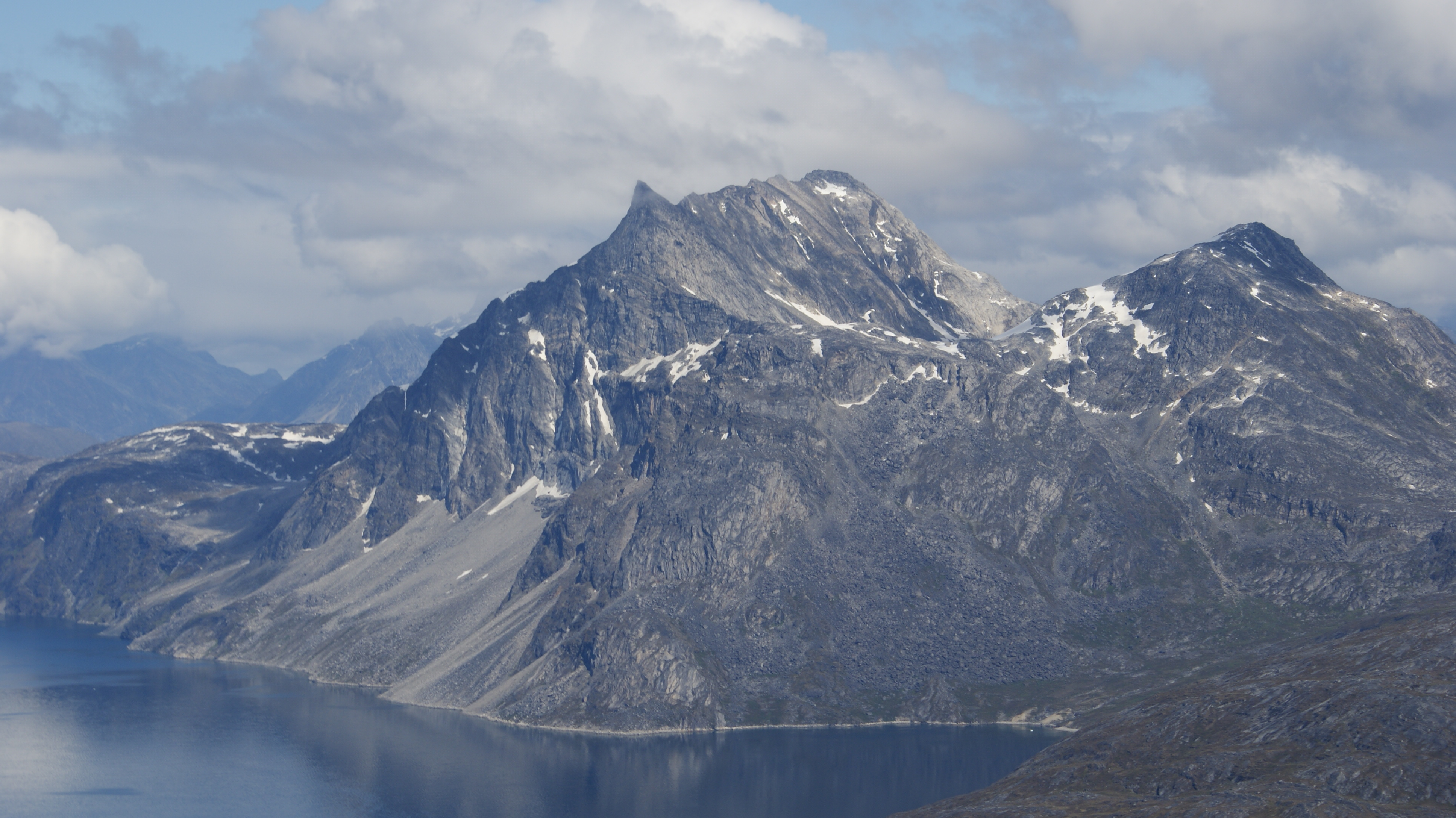
Sermitsiaq

Sermitsiaq (danska: Sadelø) är en obebodd ö i Sermersooqs kommun, Grönland. Ön är en av tre bergsöar som ligger i den 160 km långa fjorden Godthåbsfjorden.  De två syskonöarna är Qeqertarsuaq och Qoornuup Qeqertarsua. Berget med samma namn upptar större delen av ön och är ett tydligt landmärke i Nuuk.  